# Podoctidae
Podoctidae sind eine Familie der Unterordnung Laniatores der Weberknechte (Opiliones). Die etwa 130 Arten sind vorwiegend in Südostasien verbreitet.

## Körperbau
Podoctidae sind meist mittelgroße Weberknechte mit einer Körperlänge von 2,5 bis 5 Millimeter. Sie sind meist gelb oder braun gefärbt, einige Arten sind grün. Viele Arten sind in ihrem Lebensraum, der Streuschicht von Wäldern, hervorragend getarnt (Krypsis). Die Beine können hell und dunkel geringelt sein, Dornen und Stacheln sind oft scharf abgesetzt schwarz gefärbt. Der Körperumriss ist oft eiförmig oder trapezförmig, die Ibaloniinae meist kürzer, die Arten der beiden anderen Unterfamilien oft langgestreckt. Der Carapax des dorsalen Schilds (Scutum) ist nie kleiner als die freien Tergite der Hinterleibssegmente zusammen. Die Gestalt ist hoch variabel, die Tiere können fast glatt sein oder ein dichtes Muster von Höckern, Warzen, Stacheln und Tuberkeln tragen. Sehr typisch für die Familie sind kräftige dorsale und ventrale Reihen langer Dornen an allen Gliedern des ersten Laufbeinpaares, insbesondere an deren Femur. Der Augenhügel mit den beiden Augen in der Mitte des Carapax kann in zwei weit getrennte Hügel seitlich aufgelöst sein, diese sind dann durch eine mit Tuberkeln besetzte Brücke verbunden. Die Pedipalpen bilden, anders als bei den meisten Laniatores, keine Subchela aus. Auch ihre basalen Glieder sind in der Regel lang bestachelt. Die Laufbeine sind bei den meisten Arten lang und gerade. Die Anzahl der Glieder des Tarsus an den ersten beiden Beinpaaren ist kennzeichnend und charakteristisch für viele Gattungen, an den hinteren beiden Beinpaaren sind in der Regel vier oder fünf Tarsenglieder ausgeprägt.
Sehr typisch für die Familie ist die Gestalt des Penis der Männchen. Die Dorsalplatte an dessen Apex ist in der Mitte gespalten. Darunter sitzt ein aufpumpbarer Sack, der den Stylus vorschiebt, begleitet von zwei kräftigen Vorsprüngen. Oft ist bei den Männchen das Grundglied der Cheliceren lang und schlank, viel länger als bei den Weibchen. Ihr Pedipalpus ist manchmal stark verlängert oder an der Basis verdickt.

## Verbreitung
Die meisten Arten kommen in Südost-Asien vor, mit einem Maximum der Artenzahl in Neuguinea. Sie erreichen im Norden Japan. Im Gegensatz zu den meisten Weberknechten scheint die Familie über effektive Fernverbreitungsmechanismen zu verfügen. Einige Arten sind auf isoliert liegenden pazifischen Inseln verbreitet. Neben der Inselwelt von Melanesien  und Mikronesien werden die Insel Madagaskar und Zentralafrika erreicht.
Eine Art, Ibantila cubana wurde von Kuba beschrieben, sie lebt dort aber nur eingeschleppt in einem botanischen Garten.

## Systematik
Die Gruppe wurde von Carl Friedrich Roewer zuerst 1912 als Unterfamilie der Phalangodidae eingeführt und von dem brasilianischen Zoologen Cândido Firmino de Mello-Leitão 1938 zur eigenständigen Familie erhoben. Auch die meisten Gattungen und Arten wurden in den Werken von Carl Friedrich Roewer beschrieben. Es wird vermutet, dass Roewer möglicherweise die Familie zu stark aufgesplittet hat, viele Gattungen beruhen auf bekanntermaßen innerhalb der Laniatores sehr variablen Merkmalen. Eine moderne Gattungsrevision steht allerdings aus.
Die nachfolgende Systematik beruht auf dem World Catalogue of Opiliones. Hier wird die Gliederung in Unterfamilien aufrechterhalten, deren Monophylie in einer phylogenetischen Arbeit von Prashant P. Sharma und Kollegen bezweifelt worden ist. In derselben Arbeit wurde aber die Monophylie der Familie als Ganzes unterstützt. Mögliche Schwestergruppe (auch nach ) ist die Familie Petrobunidae.
- Spinnentiere (Arachnida)
  - Weberknechte (Opiliones)
    - Unterordnung Laniatores Thorell, 1876
      - Infraordnung Grassatores
        - Überfamilie Epedanoidea Sørensen, 1886
          - Familie Podoctidae Roewer, 1912
            - Unterfamilie Erecananinae. 5 Gattungen, 31 Arten.
            - Unterfamilie Ibaloniinae. 18 Gattungen, 41 Arten.
            - Unterfamilie Podoctinae. 34 Gattungen, 55 Arten.